# Công viên Tự nhiên Quốc gia Azov-Syvash
Công viên Tự nhiên Quốc gia Azov-Syvash (tiếng Ukraina: Азово-Сиваський національний природний парк) là một công viên quốc gia của Ukraine, nằm trên đảo Byriuchyi ở Tây Bắc Biển Azov. Công viên này được thành lập để bảo vệ môi trường ven biển độc đáo của Azov phía tây bắc. Nó đặc biệt quan trọng khi là điểm dừng chân trên đường bay của các loài chim di cư, với hơn một triệu con chim ghé thăm mỗi năm. Nó nằm ở Henichesk Raion của Kherson Oblast. Công viên được thành lập vào ngày 25 tháng 2 năm 1993 và có diện tích 52.582,7 hécta (203,023 dặm vuông Anh).